# Noël Brunner
Noël Brunner (* 4. März 1986) ist ein Schweizer Eishockeyspieler, der seit 2011 beim EHC Dürnten Vikings in der vierten Schweizer Spielklasse unter Vertrag steht.

## Karriere
Noël Brunner durchlief die Nachwuchsstufe bis zu den Elite-Junioren bei den Rapperswil-Jona Lakers. Den Sprung in die 1. Mannschaft schaffte er aber nicht. Von 2006 bis 2011 spielte der Verteidiger für die erste Mannschaft des EHC Wetzikon in der 1. Liga, mit dem er in der Saison 2007/08 den sechsten Platz erreichte. Zudem absolvierte er in der gleichen Saison fünf Spiele für den HC Thurgau, in der National League B. Seit 2011 spielt er für die EHC Dürnten Vikings in der 2. Liga, der vierten Spielklasse der Schweiz.